# Naumče Mojsovski
Naumče Mojsovski (mazedonisch Наумче Мојсовски; * 17. Juni 1980 in Struga, SR Mazedonien, SFR Jugoslawien) ist ein ehemaliger mazedonischer Handballspieler. Mojsovski wurde zumeist auf der Position Rückraum Mitte eingesetzt.

## Karriere

### Verein
Der 1,87 m große und 92 kg schwere Rechtshänder begann mit dem Handballspiel in seiner Heimatstadt bei RK Struga. 2000 wechselte er zu RK Pelister Bitola, mit dem er das Finale im EHF Challenge Cup 2001/02 erreichte, aber dem dänischen Skjern Håndbold unterlag. 2003 wechselte er zu RK Jug-Zegin Skopje, kehrte aber bereits im Oktober zurück. 2005 wurde er mazedonischer Meister und Pokalsieger. Zur Saison 2005/06 schloss er sich RK Vardar Skopje an. Im EHF-Europapokal der Pokalsieger 2006/07 erreichte er das Viertelfinale. Mit Vardar gewann er die Meisterschaft und den Pokal 2007. Anschließend wagte er den Schritt in die spanische Liga ASOBAL zu CB Ciudad de Logroño, kehrte aber nach einer Spielzeit zurück und sicherte sich wiederum den Titel.
Ab 2009 lief er für den Stadtrivalen RK Metalurg Skopje auf. Mit Metalurg holte er die Meisterschaft 2010, 2011, 2012 und 2014 sowie den Pokal 2010, 2011 und 2013. In der SEHA-Liga unterlag er 2011/12 im Finale seinem Ex-Klub Vardar, 2012/13 erneut im Halbfinale. In der EHF Champions League 2012/13 schied er im Viertelfinale gegen KS Kielce aus und gehörte nach 2011/12 mit 77 Treffern als Vierter erneut zu den zehn besten Torschützen. 2013/14 qualifizierte er sich für das Viertelfinale. Seine Karriere ließ er beim katarischen Verein Lekhwiya und dem rumänischen Klub CSM Bukarest ausklingen.

### Nationalmannschaft
Naumče Mojsovski stand im Aufgebot der Mazedonischen Nationalmannschaft. Bei der Weltmeisterschaft 2009 erreichte er den elften, bei der Europameisterschaft 2012 den fünften und bei der Weltmeisterschaft 2013 den 22. Platz. Er bestritt über 130 Länderspiele, in denen er 148 Tore erzielte. (Stand: 21. Februar 2014)

## Erfolge
- Mazedonischer Meister 2005, 2007, 2009, 2010, 2011, 2012 und 2014
- Mazedonischer Pokalsieger 2005, 2007, 2010, 2011 und 2013
- Vizemeister der SEHA-Liga 2011/12
- 5. Platz bei der Europameisterschaft 2012